# José Martínez (piłkarz)
José Andrés „Brujo” Martínez Torres (ur. 7 sierpnia 1994 w Maracaibo) – wenezuelski piłkarz występujący na pozycji defensywnego pomocnika, reprezentant Wenezueli, od 2020 roku zawodnik amerykańskiego Philadelphia Union.